# Kayunga
Kayunga is de hoofdplaats van het district Kayunga in Centraal-Oeganda.
Kayunga telde in 2002 bij de volkstelling 19.984 inwoners.